# Isaac Hayes
För läkaren och polarforskaren, se Isaac Israel Hayes
Isaac Lee Hayes Jr., född 20 augusti 1942 i Covington, Tennessee, död 10 augusti 2008 i Memphis, Tennessee, var en amerikansk soulsångare, kompositör, arrangör, studiomusiker och skådespelare. 

## Biografi
Hayes kom som sessionmusiker (på trummor och piano) till Stax Records i Memphis men kom att etablera sig som en av bolagets främsta orkesterarrangörer. Hans förmåga att kombinera skimrande orkesterarrangemang med funkiga, drivande rytmfigurer skulle bli ett av hans egna främsta kännetecken och när han fick tillfälle att skivdebutera med den snabbt inspelade Presenting Isaac Hayes väckte skivan genast viss uppmärksamhet. Nästa LP, Hot Buttered Soul (1969), innehöll två sånger som kom att definiera hans sound: en långsam, intensivt sensuell tolkning av Burt Bacharachs "Walk On By" och en 18 minuter lång tagning av "By The Time I Get To Phoenix" där Hayes fyllde ut flera minuter med en berättad monolog av sångens rollfigur och sedan byggde upp numret till en dundrande suggestiv klimax - en teknik som han skulle återvända till i många senare sånger. Hayes karriär pekade rakt uppåt och 1971 års "Black Moses" och soundtracket till filmen Mitt namn är Shaft gjorde honom till en av de största svarta musikstjärnorna och, liksom James Brown, till en sexsymbol och en ikon för svart framgång. Med ledmotivet till "Mitt namn är Shaft" vann han en Oscar för bästa sång 1971; Hayes var den förste svarte amerikan som fått en Oscar i den kategorin och den atmosfärtäta låten har blivit en klassiker som fått stå modell för otaliga senare soundtrack till agent/polisfilmer och tv-serier.
Hayes själv var sedan 60-talet engagerad i den svarta medborgarrättskampen och även om hans musik inte var uttalat politisk var han medveten om sin status och de prövande förhållanden som många svarta levde under ("Soulsville" på Shaft-soundtracket och nyinspelad på "Branded" 1995 är en av flera sånger som kommenterar ghettots misär). 
Efter mitten av 70-talet vände karriären neråt på grund av trassliga affärer, dyrbara turnéer och konkurrens från exempelvis Bee Gees och Barry White, och mot slutet av årtiondet gick Hayes i personlig konkurs. Han fortsatte att ge ut musik och hans gamla album väckte stort intresse inom hiphopen. 1995 gjorde han en framgångsrik comeback med "Branded" där han tolkar en del tidigare sånger i nya versioner, gör nya sånger och covers av Sting och Lovin' Spoonful. Chuck D från Public Enemy gästrappar på ett spår. Den franska sångerskan Axelle Red besökte Stax i Memphis under inspelningen, gjorde en egen version av titelspåret för sitt album A Tatons (där Hayes också medverkar) och gjorde låten live tillsammans med Hayes.
Isaac Hayes invaldes i Rock and Roll Hall of Fame år 2002.

Hayes var gift fyra gånger. 2008 hittades Hayes död i sitt hem i Memphis; dödsorsaken var troligen slaganfall.

## South Park och scientologi
För en yngre publik var Isaac Hayes kanske mest känd som rösten till Chef i TV-serien South Park, en roll han gjorde sedan starten 1997 men avsade sig 2006 då han ansåg att serien gått för långt i sin satir över religiösa frågor. Skaparna av South Park å sin sida påstår att det beror på att de nyligen gjorde ett avsnitt om scientologi, eftersom Isaac Hayes var medlem i scientologerna, och att serien inte varit mildare i sin satir av andra religioner vid tidigare tillfällen. 1995 tilldelades Hayes International Association of Scientologists "Freedom Medal".

## Diskografi
Album i eget namn, ej samlingar:
- 1967 – Presenting Isaac Hayes
- 1969 – Hot Buttered Soul
- 1970 – ...To Be Continued
- 1970 – The Isaac Hayes Movement
- 1971 – Black Moses
- 1971 – Shaft
- 1972 – In the Beginning (återutgivning av "Presenting Isaac Hayes" under ny titel)
- 1973 – Joy
- 1973 – Live at the Sahara Tahoe (live)
- 1974 – Tough Guys
- 1974 – Truck Turner
- 1975 – Chocolate Chip
- 1976 – Disco Connection
- 1976 – Groove-A-Thon
- 1976 – Juicy Fruit
- 1977 – A Man and a Woman (live, tills med Dionne Warwick)
- 1977 – New Horizon
- 1978 – For the Sake of Love
- 1978 – Hotbed
- 1979 – Don't Let Go
- 1980 – And Once Again
- 1980 – Royal Rappins
- 1981 – Lifetime Thing
- 1986 – U-Turn
- 1988 – Love Attack
- 1994 – Wonderful
- 1995 – Branded
- 1995 – Raw and Refined
- 2003 – Instrumentals

## Filmografi (urval)
- 2008 – Kill Switch
- 2008 – Soul Men
- 2005 – Hustle & Flow
- 2000 – Dubbelspel
- 1999 – South Park - Bigger, longer & uncut
- 1997-2006 - South Park (röst i TV-serie)
- 1993 – Robin Hood - Karlar i trikåer
- 1991 – Guilty as Charged
- 1988 – Hårdare än hård
- 1981 – Flykten från New York
- 1974 – Uomini duri